# امیرنظام گروسی

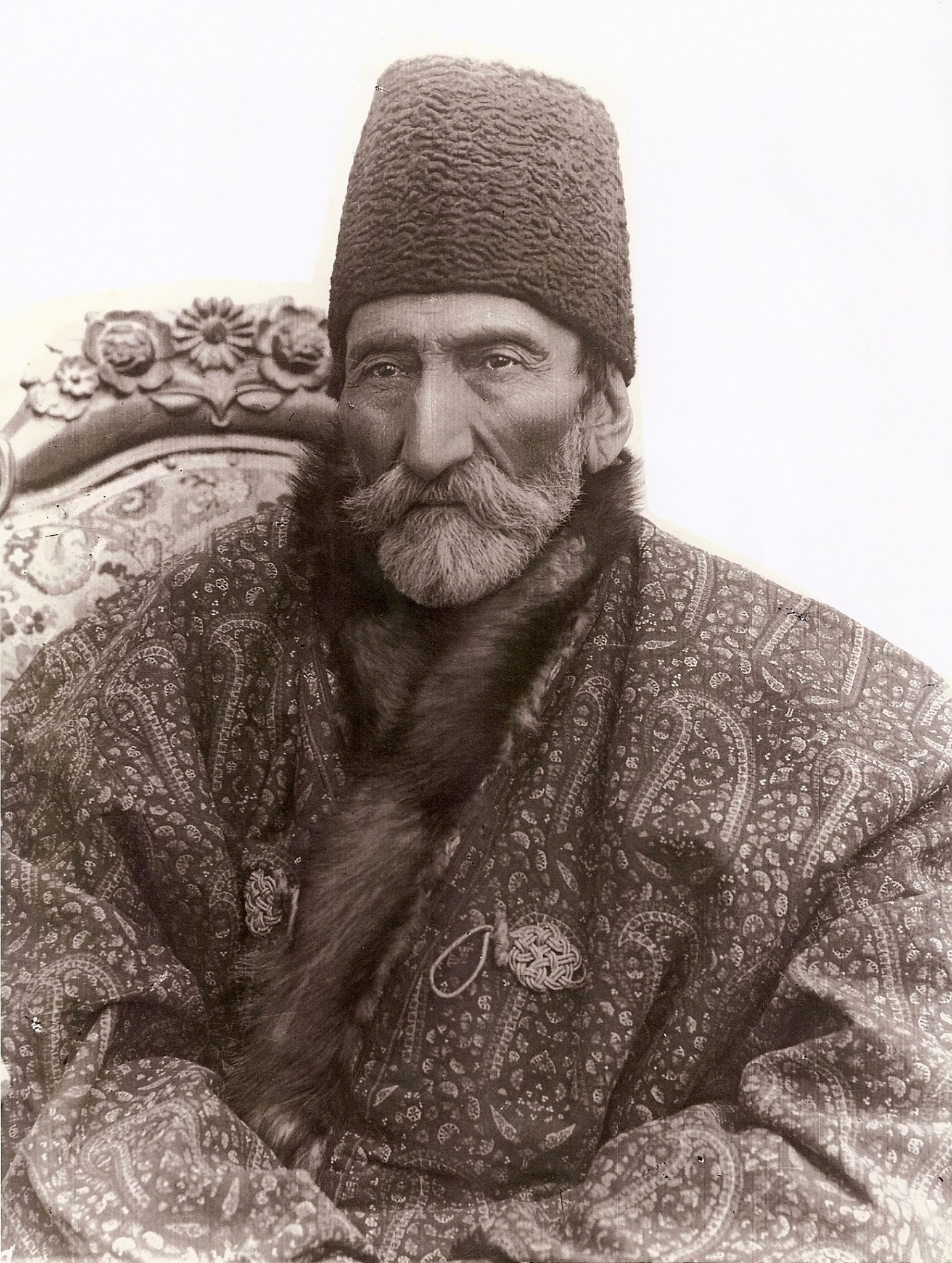
تصویر امیرنظام گروسی در اواخر عمر.

حسنعلی‌خان گروسی (۱۲۰۱ بیجار. ایالت آذربایجان– ۱۲۷۸ کرمان) ملقب به امیرنظام گروسی سیاستمدار، وزیر فوائد عامه، دیپلمات و سفیر (وزیر مختار) در انگلستان، اتریش، عثمانی و فرانسه، ادیب، نویسنده و خوشنویس در دوره قاجار بود.
حسنعلی‌خان از منطقه بیجار گروس و از طایفه کبودوند گروسی بود، پدرش محمدصادق خان گروسی جزو رجال دربار فتحعلی‌شاه قاجار بود.
حسنعلی‌خان در مناصب مختلفی از جمله: ریاست افواج گارد سلطنتی، ریاست قشون آذربایجان، رئیس فوج گروس، پیشکار آذربایجان و حاکم تبریز، استان کردستان فعلی، کرمان شاه ، گروس، همدان و… بود. او در اواخر عمر والی کرمان و بلوچستان بود.
او سرپرست دانشجویان اعزامی به اروپا و عضو دارالشوری کبری و شورای وزیران بود.
از جمله اقدامات عمرانی و فرهنگی امیرنظام گروسی می‌توان به اقدام به خرید ماشین‌آلات ضرب سکه از اروپا و شروع ضرب سکه در تهران، مشارکت در ایجاد شبکه راه‌آهن و راه‌سازی، تأسیس مدرسه مظفری تبریز و مشارکت در تأسیس مدرسه رشدیه، وارد کردن تمبر و چاپ آن در ایران، دستور به چاپ و کتابت: کلیله و دمنه، گلستان سعدی، دیوان فرخی سیستانی و دیوان منوچهری دامغانی، همچنین چند کتاب از خود او و شیوه خاص نویسندگی و خطاطی‌اش اشاره کرد؛ او صاحب کتابخانه‌ای از کتب نفیس بود، نسخه کنونی شاهنامه بایسنقری را امیرنظام گروسی به کتابخانه کاخ موزه گلستان هدیه کرده‌است.
خانه امیر نظام گروسی که هم‌اکنون موزه قاجار نام دارد در زمان پیشکاری امیر نظام در تبریز ساخته شده‌است.
امیرنظام گروسی، مورد توجه زمامداران اروپایی قرار گرفت و توانست از آن‌ها نشان‌های دولتی دریافت نماید، از جمله نشان سنت موریس و سنت لازار از ایتالیا، عقاب سفید از آلمان، لژیون دونور از فرانسه، لئوپلد از بلژیک، دانبرک از دانمارک، کوردون از روسیه و مجیدیه از عثمانی را از آن خود کرد.

## زندگی

### خانواده
حسنعلی‌خان امیرنظام گروسی از منطقه بیجار گروس و از طایفه کبودوند بود که در سال ۱۲۰۱ شمسی (۱۲۳۶ قمری) در بیجار مرکز ولایت گروس متولد شد، مادرش اصالتاً ارمنی و پدرش محمدصادق خان گروسی جزو رجال دربار فتحعلی‌شاه قاجار بود.
اجداد امیرنظام حاکمان پیشین منطقه گروس بودند، حسنعلی‌خان تقریباً از هفت سالگی بسیاری از علوم زمانهٔ خود را فرا گرفت و توانست توجه اطرافیان را به خود جلب نماید.
امیرنظام گروسی دو بار ازدواج کرد، نام همسرهای او شهربانو و نیره السلطنه بود، حاصل آن نیز چهار فرزند بود، دو پسر به نام‌های یحییعلی خان گروسی و عبدالحسین خان سالارالملک گروسی و دو دختر به نام‌های امیرزاده خانم و سلمی (مفرح الدوله)، در سال ۱۲۸۷ قمری فرزند بزرگش یحیی خان گروسی که فرمانده فوج گروس در کرمان بود مُرد. عبدالحسین خان سالارالملک گروسی، پسر کوچکتر او نیز، حاکم کردستان، کرمانشاهان، گروس، ولایات ثلاث (ملایر، تویسرکان، نهاوند)، رئیس پلیس ایران در زمان محمدعلی شاه قاجار بود.

### حکومت گروس
حسنعلی‌خان، در سال ۱۲۵۲ قمری با دریافت درجه سرهنگی به عنوان فرمانده افواج گروس منصوب شد، اما در سال ۱۲۶۰ قمری با نسبت دادن پدرکشی به وی، او را از کار برکنار کردند که در همین زمان حاج میرزا آقاسی صدراعظم محمد شاه، با دشمنی ای که با خانواده حسنعلی‌خان داشت (چنان‌که خود امیر نظام در چند نامه‌اش به آن اشاره می‌کند)، حکومت موروثی گروس را از دست خاندان حسنعلی‌خان گرفته و به ابراهیم خان سرتیپ سلماسی سپرد.
در سال ۱۲۶۴ق ناصرالدین شاه که به تخت نشست و امیرکبیر را به عنوان صدراعظم برگزید حسنعلی‌خان نیز توانست به کمک امیرکبیر حکومت از دست رفته گروس را دوباره به خاندان خود برگرداند و بار دیگر ریاست افواج گروس را بر عهده گرفت.

### محافظت از ارگ تبریز و سرحدات کرمانشاه
از سال ۱۲۵۴ تا ۱۲۵۷ ق حسنعلی‌خان به همراه افواج گروس به محافظت از ارگ تبریز مأمور گشت و از سال ۱۲۵۷ ق تا ۱۲۹۵ ق برای محافظت از سرحدات کرمانشاه در برابر عثمانی انتخاب شد.

### ماموریت‌های مشهد و هرات
در سال ۱۲۷۱ قمری با داشتن مقام ریاست افواج گروس برای بازگرداندن نظم و امنیت به مشهد مأمور انتظامات آن شهر شد.
در سال ۱۲۷۳ ق به دلیل اعتراض دولت انگلستان نسبت به فتح هرات، سر چارلز موری مارلینگ، وزیر مختار انگلیس در ایران، برای نشان دادن اعتراض خود تهران را ترک کرد و به بغداد رفت، بعد از اندک مدتی که بین ایران و انگلیس صلح پاریس منعقد شد، دولت مرکزی حسنعلی‌خان را مأمور بازگرداندن سر چارلز موری به ایران کرد، وی در این مأموریت نیز لیاقت خود را نشان داد، در همین سال حفاظت از بیوتات و خزانه شاهی به مدت یک سال، یعنی تا ۱۲۷۵ ق به وی واگذار شد، در این سال حسنعلی‌خان به دلیل خدمات شایسته‌ای که انجام داده بود به تهران فرا خوانده شد و مورد التفات شاه قرار گرفت.
در سال ۱۲۷۲ ق حسنعلی‌خان با سپاه خود به همراه حسام السلطنه والی خراسان عازم تسخیر هرات شد، پس از محاصره طولانی، هرات را فتح کردند و حفاظت از هرات را برعهده حسنعلی‌خان گذاشتند.

### ماموریت‌های خارج از ایران
در سال ۱۲۷۵ قمری پس از عزل اعتمادالدوله نوری صدراعظم و مراجعت فرخ‌خان امین‌الدوله ایلچی مخصوص دولت ایران در دربار کشورهای اروپایی، حسنعلی‌خان گروسی به عنوان وزیر مختار از طرف میرزا سعید خان انصاری وزیر امور خارجه و به درخواست ناصرالدین شاه به اروپا (پاریس) مأمور شد. در این مأموریت وی سرپرستی ۴۲ نفر دانشجوی ایرانی را که قصد ادامه تحصیل به سبک اروپایی را داشتند بر عهده گرفت و از هیچ کوششی جهت یاری دادن به آن‌ها دریغ نمی‌کرد.
در سال ۱۲۷۶ قمری به عنوان مأمور فوق‌العاده و وزیر مختار مخصوص در پاریس انتخاب شد. سفارت حسنعلی‌خان در اروپا هفت سال طول کشید. وی علاوه بر وظایفش در سفارت بیشتر اوقات خود را صرف بازدید از کارخانجات، مدارس، بیمارستان‌ها و… می‌کرد.
در همین دوران مورد توجه زمامداران اروپایی قرار گرفت و توانست از آن‌ها نشان‌های دولتی دریافت نماید، از جمله نشان سنت موریس و سنت لازار از ایتالیا، عقاب سفید از آلمان، لژیون دونور از فرانسه، لئوپلد از بلژیک، دانبرک از دانمارک، کوردون از روسیه و مجیدیه از عثمانی را از آن خود کرد.
در سال ۱۲۸۱ قمری برای مدت کوتاهی به تهران آمد و دوباره با همان سمت به پاریس برگشت اما بعد از یک سال ۱۲۸۲ ق به علت مختل شدن مزاجش به ایران بازگشت.
در سال ۱۲۸۷ قمری سپهسالار وزیر مختار ایران در استانبول به ایران بازگشت و به صدراعظمی ناصرالدین شاه برگزیده شد. حسنعلی‌خان به جای وی در سال ۱۲۸۸ ق به سفارت استانبول فرستاده شد، مدت اقامتش ۱۴ ماه به طول انجامید. در این مدت حسنعلی‌خان با زیرکی تمام از سیاست ایران در برابر عثمانی‌ها دفاع کرد، نهایتاً در سال ۱۲۸۹ ق ضعف مزاج خود را در آب و هوای استانبول بهانه کرد و به ایران بازگشت.

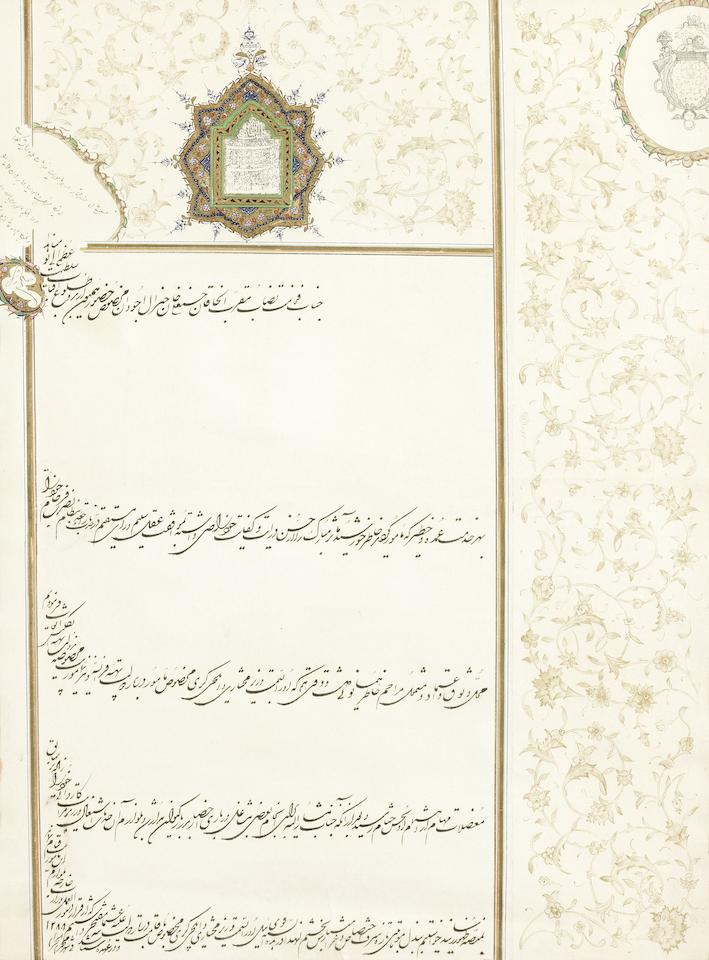
فرمان نصرالدین شاه قاجار به حسنعلی خان گروسی به عنوان سفیر ایران در باب اعلی در قسطنطنیه

### در آذربایجان
در سال ۱۳۰۰ قمری بعد از مرگ محمدرحیم خان علاءالدوله، امیر نظام به پیشنهاد مظفرالدین میرزا ولیعهد آذربایجان، تصدی امور پیشکاری آذربایجان به حسنعلی‌خان داده شد و لقبش را به سالار لشکر ارتقاء دادند.
مهمترین اقدام حسنعلی‌خان در این زمان یاری دادن به حسن رشدیه در تأسیس مدرسه رشدیه در تبریز بود.
در سال ۱۳۰۳ قمری ولیعهد مظفرالدین میرزا با اعطای شمشیر مرصعی به حسنعلی‌خان او را به لقب امیر نظام مفتخر کرد.
از وقایع مهم دیگر دوران پیشکاری امیرنظام در آذربایجان مسئله قرارداد رژی و شورش مردم تبریز علیه این قرارداد در سال ۱۳۰۹ بود، که امیر نظام در مقام والی شهر، از اجرای دستور ولیعهد جهت تیراندازی به سمت مردم سرپیچی کرد، به دنبال آن در همان سال او را از پیشکاری آذربایجان عزل و به تهران احضار کردند و مورد بازخواست قرار دادند، بعد از مدتی بنا به درخواست ناصرالدین شاه امیر نظام را با همین سمت پیشکاری برای آذربایجان پیشنهاد دادند. اما امیرنظام سلامت مزاج و پیر شدن خود را بهانه کرد و از این امر صرف نظر نمود.
یکی از مسائل مهم پیشکاری دوباره امیر نظام در تبریز در سال ۱۳۱۶ ق قحطی نان بود که بزرگان و انبارداران وابسته به دربار گندم را احتکار کرده و به فروش نرساندند و این موجب اعتراض مردم در خیابان‌ها و قتل‌عام بسیاری شد، سرانجام این شورش به دستور محمدعلی میرزا ولیعهد و به دست امیر نظام گروسی خاموش شد و توانستند مشکل را تا حدودی حل کنند، اما این بار امیر نظام برخلاف دوره پیشکاری مظفرالدین میرزا که مدتی طولانی در آذربایجان بود، دو سال بیشتر دوام نیاورد، چرا که بین ولیعهد و او اختلاف بالا گرفت و به دلیل نامساعد بودن اوضاع و کهولت سن در ذیقعدهٔ ۱۳۱۶ از پیشکاری آذربایجان استعفا کرد و از راه قفقاز و ترکستان به تهران رفت.

### در کرمانشاهان و کردستان
امیرنظام پس از استعفا از پیشکاری آذربایجان و آمدن به تهران، مدت دو ماه بیکار بود تا اینکه در ۱۳۱۰ ق برای بار دوم به حکومت کردستان، کرمانشاهان، گروس، همدان و مناطق همجوار منصوب شد.
وی از همان ابتدای ورود در این مناطق دست به اقداماتی اصلاحی زد که بسیاری از منابع آن دوره و همچنین منابع محلی اقدامات او را مورد ستایش قرار داده‌اند.
در سال ۱۳۱۲ ق بعد از دفع آشوب‌ها و شورش‌ها بنا به ضرورت امیرنظام را از حکومت کردستان و کرمانشاهان عزل و به تهران احضار کردند تا به حکومت نواحی چون خراسان یا شیراز که دچار نابسامانی شده بودند فرستاده شود، اما نتیجه‌ای حاصل نشد.
در سال ۱۳۱۳ ق دوباره برای سامان دادن به مناطق کردستان و کرمانشاه به آن ولایات برگشت.

### در کرمان
در سال ۱۳۱۷ قمری مقارن استعفای امیر نظام از پیشکاری آذربایجان اوضاع ولایت کرمان بر اثر خشکسالی و نیز بی‌تدبیری آصف الدوله بسیار آشفته بود، پس دولت مرکزی حسنعلی‌خان را که در دوران کهولت به سر می‌برد به والی‌گری کرمان و بلوچستان منصوب کرد، وی در سال ۱۳۱۷ ق وارد شهر شد و مردم در نهایت شور و شعف به استقبالش آمدند. امیرنظام در این ولایات نیز دست به اقدامات اصلاحی زد، به طوری که در کمتر از شش ماه اوضاع آشفته کرمان سر و سامان پیدا کرد.

### وزیر فوائد عامه
در سال ۱۲۸۹ ق به عنوان وزیر فوائد عامه در دولت سپهسالار منصوب شد؛ و در سال ۱۲۹۰ ق ناصرالدین شاه که به تشویق سپهسالار عازم اروپا شد، حسنعلی‌خان با سمت وزیر فوائد عامه از جمله ملتزمین رکاب وی بود.

### دارالشوری کبری و شورای وزیران
در سال ۱۲۸۳ ق با تأسیس دارالشوری کبری به عضویت آن پذیرفته شد و به مدت ۵ سال در این مقام باقی ماند.
در سال ۱۲۸۹ ق به عنوان وزیر فوائد عامه در دولت سپهسالار منصوب و به عضویت شورای وزیران نیز پذیرفته شد و همچنین به درجه امیر تومانی نائل آمد. علی‌رغم بی برنامگی و بی نظمی که در آن دوران، در امور اداری وزارتخانه‌ها رایج بود حسنعلی‌خان توانست اقدامات نسبتاً مهمی در زمینه اصلاحات انجام دهد از جمله می‌توان به فعالیت‌های عمرانی و زیربنایی، همچون ایجاد شبکه راه‌آهن و راه‌سازی اشاره کرد.

### دفع شورش‌ها
در سال ۱۲۶۵ قمری حسنعلی‌خان جهت سرکوبی شورش حسن‌خان سالار راهی خراسان شد و توانست موفقیتی به دست آورد، اندکی بعد از شورش سالار در سال ۱۲۶۶ ق حسنعلی‌خان به خواسته امیرکبیر مأمور سرکوبی ملا محمدعلی زنجانی، از پیروان باب در زنجان شد و به مناسبت موفقیت در این مأموریت به مقام جنرال آجودانی شاه رسید.
یکی از وقایع مهم دوران سلطنت ناصرالدین شاه شورش، شیخ عبیدالله شمزینی و حمزه آقا منگور در مناطق آذربایجان و ساوجبلاغ، در سال ۱۲۹۷ قمری بود که دولت مرکزی به کرات، به دفع آن‌ها اقدام کرد اما نتیجه‌ای در برنداشت، نهایتاً دولت مرکزی تصمیم گرفت این بار نیز از حسنعلی‌خان در دفع این شورش استفاده کند و حسنعلی‌خان هم در مقام وزیر فوائد عامه این مأموریت را پذیرفت و در چندین نوبت پیروز شد، تا اینکه در سال ۱۲۹۸ قمری با اقداماتی حساب شده توانست حمزه آقامنگور، رهبر شورشیان را مغلوب کند و سبب دفع شورش در آن منطقه گردید.
قتل حمزه آقا مورد اعتراض دولت روسیه واقع شد و حسنعلی‌خان مشروحه‌ای در جواب آن‌ها به علاءالدوله نوشت.
در سال ۱۳۱۴ق مأمور دفع اغتشاشات همدان و متعاقب آن کردستان شد در همین دوران پسرش عبدالحسین خان سالارالملک را از سوی خود نایب الحکومه کردستان کرد، و خود دوباره به پیشکاری ولیعهد محمدعلی میرزا به جای میرزا علی امین‌الدوله به آذربایجان رفت.

### فعالیت‌ها و عنوان‌ها نظامی
در سال ۱۲۵۳ قمری با سمت سرهنگی در اردوی محمد شاه در محاصره هرات شرکت کرد و از خود لیاقت خوبی نشان داد.
در سال ۱۲۶۷ ق حسنعلی‌خان جزء ملتزمین رکاب ناصرالدین شاه در سفر به اصفهان بود. به نظر می‌رسد حسنعلی‌خان در همین سفر و در اردوگاه سلطانیه کتاب پندنامه یحیویه را برای پسرش یحیی خان گروسی به نگارش درآورده است. پس از بازگشت به تهران مدتی ریاست افواج گارد سلطنتی را برعهده گرفت.
در سال ۱۲۹۹ ق حسنعلی‌خان با دریافت یک قبضه شمشیر مرصع و لقب سالار عسکری از ناصرالدین شاه به ریاست قشون آذربایجان منصوب گردید
بنابه دستوراتی که از زمان امیر کبیر به او داده شده بود تا به زمانی که دستورها جدید ناصرالدین شاه برای خرید کشتی به او رسید، به طور مرتب در این باره تحقیق نموده بود و شاید از معدود امرای قاجار بود که در کار خویش کم فروشی نمی کرد و همچنین راجع به ملیتهایی که برای انجام کار بر روی کشتی ایرانی مناسب می باشند تحقیقات زیادی انجام داده بود که این تحقیقات سر انجام با خرید کشتی پرسپولیس و کشتی شوش به پایان رسید 

## اقدامات فرهنگی و ادبی

### فعالیت فرهنگی
او سرپرست دانشجویان اعزامی به اروپا و عضو دارالشوری کبری و شورای وزیران بود.
از جمله یادگارهای امیر نظام چاپ کلیله و دمنه است. این کتاب را به اشاره او، به وسیله حاج وکیل اعتضاد الممالک، تصحیح گردیده و سپس به خط میرزاباقر فخرالکتاب و به نفقه خود امیر نظام چاپ شده‌است. تأسیس مدرسه مظفری تبریز و مشارکت در تأسیس مدرسه رشدیه، وارد کردن تمبر و چاپ آن در ایران، دستور به چاپ و کتابت: کلیله و دمنه، گلستان سعدی، دیوان فرخی سیستانی و دیوان منوچهری دامغانی، همچنین چند کتاب از خود او و شیوه خاص نویسندگی و خطاطی‌اش اشاره کرد؛ او صاحب کتابخانه‌ای از کتب نفیس بود، نسخه کنونی شاهنامه بایسنقری را امیرنظام گروسی به کتابخانه کاخ موزه گلستان هدیه کرده‌است. بث الشکوی قسمت سوم تاریخ یمینی تألیف عبدالجبار عتبی به توصیه امیرنظام گروسی توسط ثقةالاسلام تبریزی ترجمه شد، این دستنوشته با نستعلیق ممتاز کتابت شده‌است.

### نویسندگی
امیرنظام گروسی در کنار تدابیر سیاسی ـ نظامیش، شخصی صاحب ذوق، شعردوست، سخن شناس، ادیب، فاضل و از جمله نویسندگان چیره‌دست بود که در شیوه نگارش و انشاء خط روشی ابتکاری و منحصر به فرد به نام شیوهٔ امیرنظام را برای خود برگزید. همچنین از وی دو اثر ارزنده ادبی به صورت مکتوب به نام‌های منشآت و پندنامه یحیویه به جای مانده است که هر کدام نمونه‌ای از کمال و پختگی و شیوه نگارش او می‌باشد.
هنر بزرگ او در ساده‌نویسی بود
از جمله مکتوبات او عبارتند از:
- منشآت
- پندنامه یحیویه
- نامه‌های دیوانی

### خطاطی
سبک انشا و شیوه خط شکسته تحریری او در عین ملاحت و استحکام از نزاکت خاصی نیز بهره‌مند است. وی همانند میرزا ابوالقاسم فراهانی خط پیچیده و ناخوانای شکسته را به نستعلیق نزدیک و اتصالات آن را تعدیل کرد. از وی منشات و نامه‌های زیادی در دست است که معرف استادی او در شکسته تحریری است
او مبدع شیوه‌ای خاص در خط شکسته به‌شمار می‌رود.

## اقدامات عمرانی
از جمله اقدامات عمرانی امیرنظام گروسی می‌توان به اقدام به خرید ماشین‌آلات ضرب سکه از اروپا و شروع ضرب سکه در تهران، و مشارکت در ایجاد شبکه راه‌آهن و راه‌سازی، اشاره کرد.

## خانه امیرنظام گروسی

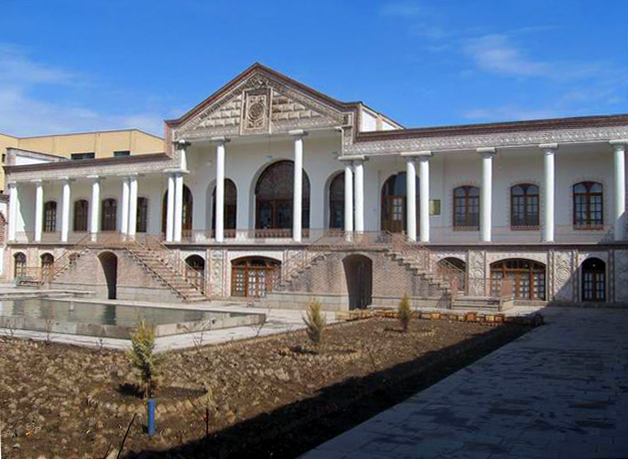

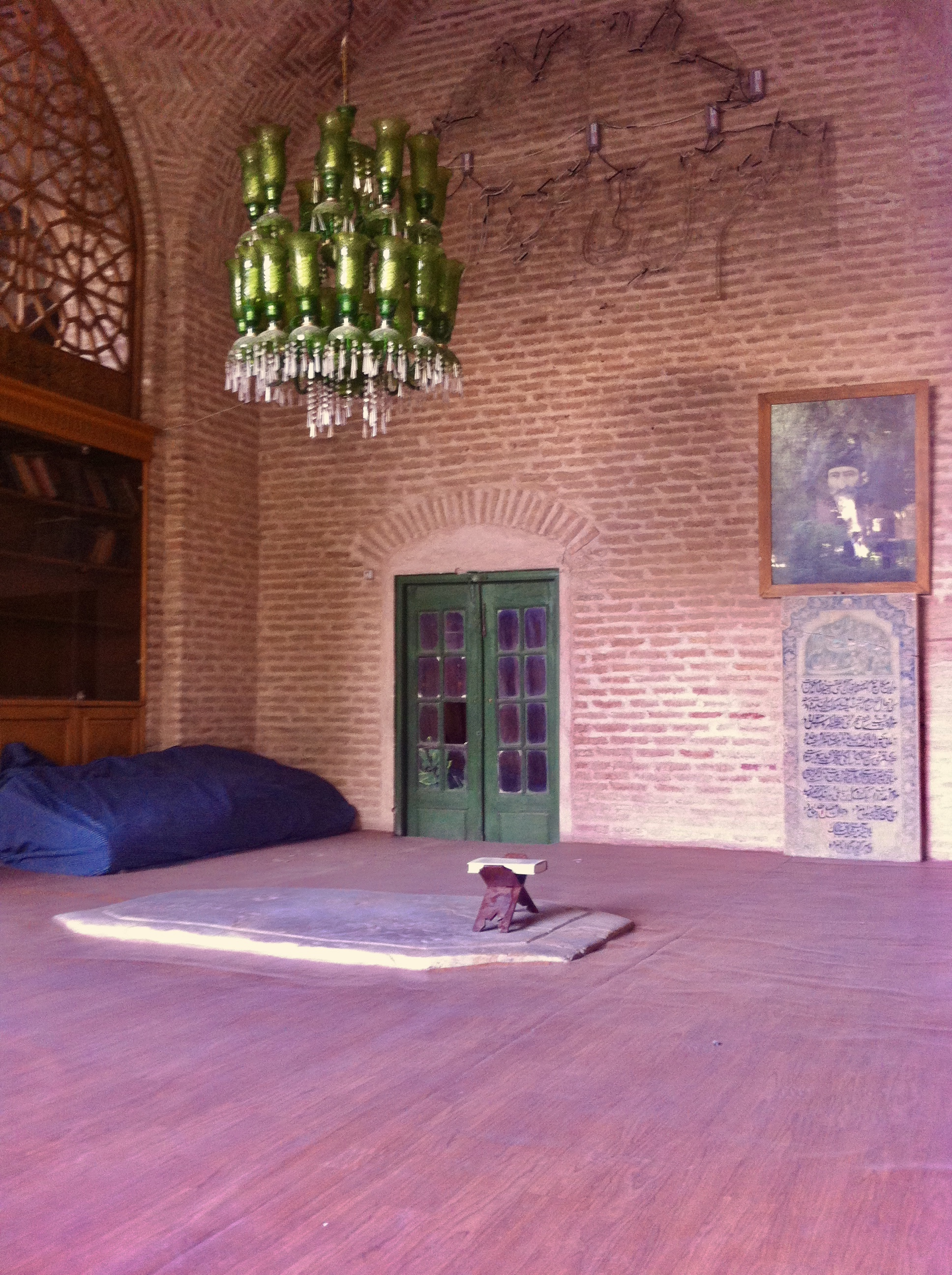
آرامگاه امیر نظام گروسی در آرامگاه شاه نعمت الله ولی

خانه امیرنظام گروسی که در دوره ناصرالدین شاه و در زمان پیشکاری امیر نظام گروسی و توسط وی ساخته شده‌است در سال ۱۳۷۰ توسط سازمان میراث فرهنگی خریداری شد با شماره ۱۷۴۹ در فهرست آثار ملی کشور ثبت گردید. پس از مرمت و بازسازی بنا با حفظ ویژگی‌های معماری و شاخص‌های سنتی بنا به عنوان موزه قاجار مورد استفاده قرار گرفت. این موزه در نزدیکی مقبره الشعرا تبریز که مدفن بیش از ۴۰۰ شاعر نامی از جمله شهریار، قطران، اسدی طوسی، فاریابی و ثقةالاسلام است قرار دارد.

## مرگ
امیر نظام گروسی در پنجم رمضان ۱۳۱۷ ق برابر با سال ۱۲۷۸ شمسی، در ۷۷ سالگی درگذشت و بنا به وصیت خودش در ماهان کرمان در کنار قبر شاه نعمت‌الله ولی در قبری که برای خود بنا کرده بود به خاک سپرده شد.
1. ↑  حسنعلی خان امیر نظام گروسی[پیوند مرده]
2. ↑  گزارشها و نامه‌های دیوانی امیرنظام گروسی، به کوشش ایرج افشار، تهران، موقوفات افشار، ۱۳۷۳
3. ↑  «"آفرینندگان فرهنگ و تمدن اسلام و بوم ایران »"- کتابخانه، موزه و مرکز اسناد مجلس شورای اسلامی». بایگانی‌شده از اصلی در ۵ ژوئن ۲۰۱۶. دریافت‌شده در ۱۳ مه ۲۰۱۶.
4. ↑  کتابخانه و موزه ملی ملک
5. ↑  معین، محمد، فرهنگ فارسی معین، تهران، انتشارات امیرکبیر، جلد ۶ - اعلام، ۱۳۵۲
6. ↑  «ʿAMĪR NEẒĀM GARRŪSĪ – Encyclopaedia Iranica».
7. ↑  بسناس، مهری، زندگی‌نامه، سیاسی، اجتماعی، فرهنگی حسنعلی خان امیرنظام گروسی، تهران، نشر آحاد، ۱۳۸۳،ISBN 964-94958-2-7 شابک
8. 1 2  احمد سهیلی خوانساری، امیر نظام در سفارت فرانسه و انگلستان، تهران، اقبال، بی‌تا، صص ۱۲۴–۱۱۷؛
9. 1 2  حسین محبوبی اردکانی، تاریخ مؤسسات تمدنی در ایران، ج اول، تهران، نشر دانشگاه تهران، ۲۵۳۷ شش؛ ص ۳۲۰–۳۲۵
10. 1 2  عبدالحسین نوایی، ایران و جهان، ج۲، تهران، نشر هما، ۱۳۶۹، ص ۵۸۱
11. 1 2  آرین پور، یحیی، از صبا تا نیما، جلد ۱، زوار، چاپ پنجم، ۱۳۷۲، ص ۱۶۶
12. 1 2  عبدالله مستوفی، شرح زندگانی من، جلد ۱، تهران، زوار، چاپ سوم، ۱۳۷۱، ص ۱۱۱
13. 1 2  تعمیرات ضرابخانه
14. 1 2 3  شمس‌الدین رشدیه، سوانح عمر، تهران، نشر تاریخ ایران، ۱۳۶۲، ص ۲۴ و ۳۴.
15. 1 2  «چگونگی پیدایش تمبر دولتی (عصر ناصری)». بایگانی‌شده از اصلی در ۲۱ مارس ۲۰۱۶. دریافت‌شده در ۸ مه ۲۰۱۶.
16. 1 2  کلیله و دمنه از روی چاپ مشهور امیرنظام گروسی
17. 1 2  «"تقی‌زاده، منصور. "امیرنظام گروسی". دوره4، ش41و42 (اسفند44 و فروردین45): ص 27. »"- مجله هنر و مردم». بایگانی‌شده از اصلی در ۳ اكتبر ۲۰۱۸. دریافت‌شده در ۱۳ مه ۲۰۱۶. تاریخ وارد شده در |archive-date= را بررسی کنید (کمک)
18. 1 2  "دیوان فرخی سیستانی"شماره کتابشناسی ملی، IR،۱۰-۱۹۴۴۴"- پایگاه اطلاع رسانی کتاب‌خانه‌های ایران
19. 1 2  «"شاهنامه بایسنقری رونمایی شد»"- کتابخانه، موزه و مرکز اسناد مجلس شورای اسلامی». بایگانی‌شده از اصلی در ۴ ژوئن ۲۰۱۶. دریافت‌شده در ۱۳ مه ۲۰۱۶.
20. 1 2  «"شاهنامه و هرات/ محمد آصف فکرت »"- کتابخانه، موزه و مرکز اسناد مجلس شورای اسلامی». بایگانی‌شده از اصلی در ۵ ژوئن ۲۰۱۶. دریافت‌شده در ۱۳ مه ۲۰۱۶.
21. ↑  میرزا علی‌اکبر، وقایع‌نگار کردستانی، حدیقه ناصری، به کوشش محمد رئوف توکلی، تهران، مؤلف، ۱۳۶۴، ص ۲۷۹.
22. 1 2  نفیسی، سعید، «حسنعلی‌خان امیر نظام»، مجله وحید، سال سوم، شماره دوم، ۱۳۴۴، ص ۱۰۴
23. ↑  احمد میرزا عضدالدوله، تاریخ عضدی، به اهتمام عبدالحسین نوایی، تهران، انتشارات علمی، ۱۳۷۲، ص ۹۷
24. ↑  یغمایی، اقبال،«امیرنظام گروسی»، مجله یغما، ج ۲۱، شماره ۱۱، ۱۳۴۷، ص ۶۱۵
25. ↑  مهدی بامداد، شرح حال رجال ایران، ج ۶، تهران، زورا، ۱۳۷۱، ص ۴۴
26. ↑  عبدالرزاق مفتون دنبلی، ، ماثرالسلطانیه، به کوشش غلامحسین صدری افشار، تهران، ۱۳۵۱، ص ۱۴۹ و ۱۷۷.
27. ↑  محبوبی اردکانی، جلد ۱، ص ۳۳۵
28. ↑  محبوبی اردکانی، تاریخ موسسات تمدنی جدید ایران، چاپ ۲۵۳۷، جلد ۲، ص ۱۵۱
29. ↑  وقایع نگار کردستانی، علی‌اکبر، حدیقه ناصریه و مرآت الظفر، ص ۳۳۷، ۳۴۶، ۳۴۷
30. ↑  حسنعلی‌خان امیرنظام گروسی حسنعلی‌خان امیرنظام گروسی، پندنامه یحیویه، نسخه چاپ سنگی کتابخانه ملی ایران، چ ۱۳۱۵، شماره ۶۶۸۳، ص ۱۲
31. ↑  . وقایع‌نگار کردستانی، حدیقه ناصری، ص ۲۷۱
32. ↑  عباس اقبال آشتیانی حسنعلی‌خان امیر نظام، مجله یادگار، ج ۳، سال ۱۳۵۲، شماره ۶ و ۷، ص ۹
33. ↑  حسنعلی‌خان امیرنظام گروسی پندنامه یحیویه، مقدمه منوچهر سعید وزیران، تهران، نقره، ۱۳۶۶، ص ۱۷–۱۸
34. ↑  صدیق صفی‌زاده، تاریخ کرد و کردستان، تهران، نشر آتیه، ۱۳۷۸، ص ۶۹۲.
35. ↑  محمدجعفر خورموجی، حقایق‌الاخبار ناصری، به کوشش خدیوجم، تهران، ۱۳۴۴، ص ۱۸۵.
36. ↑  فرخ خان امین‌الدوله، مجموعه اسناد و مدارک فرخ خان امین‌الدوله، ج۳، تهران، نشر دانشگاه، تهران، چاپ قدرت‌الله روشنی و کریم اصفهانی، ۱۳۶۴، ص ۱۸۱
37. ↑  امیر نظام گروسی، منشآت، چاپ سنگی، شماره ۹۳۷۴، ص ۲۱
38. ↑  محمود محمود، تاریخ روابط سیاسی ایران و انگلیس در قرن ۱۹، ج۲، تهران، اقبال، ۱۳۶۷، ص ۶۷۹.
39. ↑  روزنامه وقایع اتفاقیه، ج ۳، شماره‌های ۲۹۱–۳۷۹، تهران، کتابخانه ملی، ۱۳۷۳، نمره ۳۱۶، مورخه جمادی‌الثانی، ۱۲۷۳ ه. ص ۲۰۷۵
40. ↑  میرزا فتاح گرمرودی، پیشین، ص ۱۱۶۵
41. ↑  یاکوب ادوارد پولاک، ایران و ایرانیان (سفرنامه پولاک)، ترجمه کیکاووس جهانداری، تهران، خوارزمی، ۱۳۶۱، ص ۲۹۷
42. ↑  معیرالممالک، رجال عصر ناصری، تهران، نشر تاریخ ایران، ۱۳۶۱، ص ۲۵–۲۹
43. ↑  سیمین خوانساری، امیرنظام در سفارت فرانسه و انگلستان، مقدمه، ص و.
44. 1 2  میرزا علی‌اکبر، وقایع‌نگار کردستانی، حدیقه ناصری، به کوشش محمد رئوف توکلی، تهران، مؤلف، ۱۳۶۴، ص ۲۷۱.
45. ↑  امین‌الدوله، خاطرات امین‌الدوله، ص ۲۲۱.
46. ↑  مستوفی، شرح زندگانی من، جلد ۱، ص ۲۰۹.
47. ↑  محمدعلی غفاری، خاطرات و اسناد محمدعلی غفاری (تاریخ غفاری)، به کوشش منصوره اتحادیه و سیروس سعدوندیان، تهران، نشر تاریخ، ۱۳۶۱، ص ۹۳ و ۹۱.
48. ↑  غفری، تاریخ غفاری، تهران، نشر تاریخ ایران، ۱۳۶۲، ص ۲۲۵.
49. ↑  ز، ب فوزیه، سه سال در دربار ایران، ترجمه عباس اقبال، تهران ۱۳۵۱، ص ۲۲۶.
50. ↑  صمد، سرداری‌نیا، تبریز در نهضت تنباکو، تبریز، نشر آشینا ۱۳۷۷، ص ۲۲۶.
51. ↑  اسناد سازمان ملی، 296/ 1/425/6
52. ↑  ادیب‌الممالک فراهانی، دیوان، به کوشش وحید دستگردی، نشر آریان، ۱۳۵۵، ص ۶۷.
53. ↑  سازمان اسناد ملی، ۲۹۶/ ۲۹/۱۸۳/۲.
54. ↑  منصور تقی‌زاده تبریزی، «خاطره‌ای از خدمات هفده ساله امیر نظام گروسی»، مجله وحید، دوره ۱۴، شماره ۱۹۰–۱۹۸، ۱۳۵۵، ص ۵۱۲–۵۱۵.
55. ↑  سلطانی، ایلات و طوایف کرمانشاه، جلد ۲، قسمت اول، ص ۴۳۷.
56. ↑  مردوخ، روحانی، تاریخ مردوخ، جلد ۳، بخش دوم، تهران، سروش ص ۴۳۱.
57. ↑  فخرالکتاب سنندجی، تحفه ناصری، ص ۴۰۰ و ۴۱۸.
58. ↑  حسینقلی خان، نظام‌السلطنه مافی، خاطرات و اسناد حسینقلی خان مافی، جلد ۱، به کوشش معصومه مافی و منصوره اتحادیه و سیروس سعدوندیان، تهران، نشر تاریخ ایران، ۱۳۶۲ ص ۲۰۸.
59. ↑  وقایع‌اتفاقیه، مجموعه گزارش‌های خفیه نویسان انگلیسی در ولایات جنوبی ایران از سال(۱۳۳۲–۱۲۹۱)، به کوشش علی‌اکبر سعیدی سیرجانی، تهران، نوین، ۱۳۶۲ ص ۴۷۸ و ۴۷۹.
60. ↑  مهدی علی‌خان فریدالملک همدانی، خاطرات فرید، گردآوری مسعود فرید قراگزلو، تهران، زوار، ۱۳۵۴، ص ۱۳۳.
61. ↑  احمدعلی خان وزیری، تاریخ کرمان «سالاریه»، به کوشش محمدابراهیم باستانی پاریزی، تهران، علمی، چ سوم، ص ۶۵۳.
62. ↑  کرمانی، محمود همت، تاریخ مفصل کرمان، ص ۳۴۷.
63. ↑  یحیی احمدی کرمانی، فرماندهان کرمان، تصحیح باستانی پاریزی، تهران، علم، چ چهارم، ۱۳۷۰، ص ۳۵۴.
64. ↑  اعتمادالسلطنه، مرآت‌البلدان، ج۲، ص ۱۷۱۱
65. ↑  حمدالله مستوفی، شرح زندگانی من، ج۱، ص ۱۲۶
66. ↑  اعتمادالسلطنه، تاریخ منتظم ناصری، ج ۳، تصحیح محمداسماعیل رضوانی، تهران، دنیای کتاب ۱۳۶۷، ص۱۶۹۸
67. ↑  لسان‌الملک سپهر، ناسخ التواریخ، ج۳، به اهتمام جمشید کیان‌فر، تهران، انتشارات اساطیر، ۱۳۷۷، ص ۲۷۶
68. ↑  فتاحی، سفرنامه میرزا فتاح گرمرودی به اروپا در زمان محمدشاه، تهران، چاپخانه بانک بازرگانی ایران، ۱۳۴۷، ص ۶۵–۱۱۶۴
69. ↑  مهدی‌قلی خان هدایت، خاطرات و خطرات، تهران، زوار، چ پنجم، ۱۳۷۵، ص ۵
70. ↑  اسکندرقوریانس، تاریخ طغیان اکراد، میکروفیلم نسخه خطی کتابخانه ملک، شماره ۳۷۵۹، ص ۳–۱۹
71. ↑  کریس کوچرا، جنبش ملی کرد، ترجمه ابراهیم یونسی، تهران، نگاه، ۱۳۷۳، ص ۲۶
72. ↑  گزارشها و نامه‌های دیوانی امیرنظام گروسی، به کوشش ایرج افشار، تهران، موقوفات افشار، ۱۳۷۳، ص ۲۹
73. ↑  حاج سیاح، خاطرات سیاح، زیر نظر ایرج افشار، تهران، مؤسسه انتشاراتی امیرکبیر، چ دوم، ۱۳۵۶ شش، ص ۲۳۹
74. ↑  سازمان اسناد ملی، شماره‌های 296012995/ 752ح2زآ1 و 296012780/ 533ح2زآ1 و 296012065/ 823ح2زآ1
75. ↑  محمدعلی کریم‌زاده تبریزی، در چند سند تاریخی، مجله بررسی‌های تاریخی، شماره دوم، ص ۱۴۲–۱۵۵
76. ↑  فخرالکتاب سنندجی، تحفه ناصری، ص ۴۱۶ و ۴۱۷.
77. ↑  روحانی، تاریخ مردوخ، ص ۲۲۹.
78. ↑  ممتحن‌الدوله، رجال وزارت خارجه در عصر ناصری و مظفری، ص ۹۶
79. ↑  اعتمادالسلطنه، تاریخ منتظم ناصری، ج۳، ص ۱۴–۱۷۱۳
80. ↑   روزنامه شرف، شماره ۲۹، ص ۱۱۴/ شرافت شماره ۱۴، ص ۴۲۱.
81. ↑  غلامحسین خان افضل‌الملک، افضل‌التواریخ، به کوشش منصوره اتحادیه و سیروس سعدوندیان، تهران، نشر تاریخ ایران، ۱۳۶۱، ص ۸۰.
82. ↑  بیانی، ج ۱، ص ۹۳–۹۴
83. ↑  "«ثقةالاسلام تبریزی» شهید عاشورا»"- مؤسسه مطالعات و پژوهشهای سیاسی
84. ↑  "«تقدیم میراث بهارستان2 از سوی کتابخانه مجلس به پیشگاه ثقةالاسلام تبریزی »"- کتابخانه، موزه و مرکز اسناد مجلس شورای اسلامی[پیوند مرده]
85. ↑  فضایلی ص ۶۳۱
86. ↑  گذرا به زندگی و زمانه امیرنظام گروسی
87. 1 2  «آشنایی با خانه امیر نظام گروسی - آذربایجان‌شرقی». وب‌گاه روزنامه همشهری. ۲۴ اردیبهشت ۱۳۹۰.
88. ↑  احمدی کرمانی، فرماندهان کرمان، ص ۱۶۵؛ وزیری، تاریخ کرمان، ص ۸۴۴.